# 港燈電力投資
港燈電力投資有限公司（HK Electric Investments Limited，港交所：2638）是由電能實業分拆的商業信託，是香港第三隻商業信託，於2013年9月23日在開曼群島註冊成立的獲豁免有限公司，於2014年1月底在香港交易所上市。香港電燈是港燈電力投資旗下的主要營運公司。
港燈電力投資管理人有限公司，於2013年9月25日於香港註冊成立的有限公司，為電能的間接全資附屬公司，以其作為港燈電力投資的受託人－經理的身份。
2014年1月，港燈電力投資進行公開招股，發售44.269億個股份合訂單位，佔緊隨重組及全球發售完成後已發行股份合訂單位總數約50.1%，招股價介乎5.45至6.3港元，集資金額最多279億港元。港燈電力投資上市後需向電能實業償還275億元債務。國家電網認購其中18%股份。電能實業則會持有上市後的49.9%權益。發售價5.45港元，集資約235億港元，1月29日在港交所掛牌上市。
2015年6月9日，電能實業以76.81億港元，相當於每股5.26元，出售港燈電力投資（2638）16.53%股權给卡塔爾投資局，交易完成後，電能實業仍持有港燈電力投資33.37%股權，同時卡塔爾投資局將向長江基建有限公司額外購入3.37%港燈電力投資股權，卡塔爾投資局最終持有港燈電力投資19.9%策略性股權。

## 主要股東
| 股東名稱         | 總股本 |
| ---------------- | ------ |
| 電能實業有限公司 | 33.37% |
| 國家電網有限公司 | 21.00% |
| 卡塔爾投資局     | 19.90% |
| 高盛             | 7.52%  |

## 外部連結
- 港燈電力投資